# Olympiako Kentro Kanoe/Kagiak Slalom
Das Olympiako Kentro Kanoe/Kagiak Slalom (deutsch Olympisches Kanu- und Kajakslalom-Zentrum) war eine Wildwasseranlage in Elliniko, einem Vorort der griechischen Hauptstadt Athen. Die Anlage war Teil des Elliniko Olympic Complex.
Das Zentrum wurde anlässlich der Olympischen Sommerspiele 2004 errichtet und war Austragungsort der Wettbewerbe im Kanuslalom. Die Gesamtfläche der Anlage betrug 288.000 m². Sie umfasste den Wildwasser-Wettkampfkurs, einen Trainingskurs und einen 27.000 m² großen künstlichen See für das Aufwärmen. Es bot 7600 Zuschauern Platz, doch während der Olympischen Spiele war die Kapazität auf 6700 Zuschauer begrenzt. Die Bauarbeiten endeten am 31. März 2004, die Einweihung erfolgte anlässlich des Wildwasser-Weltcups vom 22. bis 25. April 2004. Die Baukosten betrugen 10 Millionen Euro.
Bereits 10 Jahre nach der Eröffnung war die Anlage nicht mehr in Benutzung und komplett stillgelegt.